# Galium mucroniferum
Galium mucroniferum är en måreväxtart som beskrevs av Otto Wilhelm Sonder. Galium mucroniferum ingår i släktet måror, och familjen måreväxter.

## Underarter
Arten delas in i följande underarter:
- G. m. dregeanum
- G. m. mucroniferum